# 山姆·休士頓
塞繆爾·休斯頓（1793年3月2日—1863年7月26日），美国军事家、政治家，得克萨斯共和国第一任总统，得克萨斯并入美国后任得克萨斯州州长。休斯顿市以他的名字命名，休斯顿是一个传奇而又有争议的人物。

## 早期生活
1793年生于弗吉尼亚州羅克布里奇縣，他的父亲塞缪尔·休斯顿（Samuel Houston）是一名陆军少校，母亲为伊丽莎白。他是家中的第五个男孩，其祖先可以追溯至来自于苏格兰-爱尔兰地区的移民。童年时他在家乡当地一所学校学得一些简单的知识。他的父親計畫遷往當時仍是美國邊疆地區的田納西州，但他13岁时父亲去世，母亲仍然遵照計畫，带着他们5个兄弟和3个妹妹前往了田纳西州。他们一家在馬里維爾（Maryville）附近的一条溪流边经营着一家农场，然而休斯顿似乎并不喜欢农场生活。1809年时休斯顿离开农场，同田纳西河附近的切罗基人居住在一起，这一呆就是三年，期间也曾偶尔回家探望过几次。收养他的切罗基酋长还给他起了个切罗基语名字叫“乌鸦”，这段经历使得休斯顿对印第安人充满了感情。

## 田纳西州的政治生涯
1812年5月离开切罗基人后，休斯顿回到馬里維爾开设了一家学校，这所学校盈利颇丰。美英第二次战争爆发后，他参加了美国军队并立功，4个月后被升为中尉负责指挥第39步兵团。1814年3月，休斯顿在对抗同英国人结盟的克里克人的馬蹄弯（Horseshoe Bend）战役中负伤 ，不过他的英勇表现也受到了安德鲁·杰克逊将军的注意。1817年他任命了一个印第安人作为切罗基人的贸易代理，然而1818年2月当他率领一个切罗基人代表团前往华盛顿时，却因为穿着印第安服装受到了总统詹姆斯·门罗及战争部长约翰·卡德威尔·卡尔霍恩的责备。
1818年，他辞去军职向詹姆斯·特林布尔（James Trimble）法官学习了半年法律，然后开始从事律师行业。1819年休斯顿获选为纳什维尔地区的公诉律师，4年后经由安德鲁·杰克逊推选成为了一名民主党议员，1825年时再次获选。1827年，他当选田纳西州州长，2年后他迎娶了一位18岁少女埃莉萨·艾伦（Eliza Allen）为妻。这场婚姻是由艾伦的父亲约翰·艾伦上校强行安排的，夫妻两的关系并不好，结婚后没几个月就分居了。4月16日休斯顿辞去了州长的职务，本来他是有指望成为杰克逊的继承人参选总统的。7月份他回到了切罗基的部落并认识了一位后来成为他妻子的印第安女子蒂纳·罗杰斯（Tiana Rogers）。10月时他获得了印第安人的承认，成为了他们的一员。因为经常饮酒，他又获得了醉鬼的外号。12月中旬他作为切罗基人的代表前往华盛顿谈论贸易事项。之后又游览了美国东部多个地区，还在1830年1月遇见了安德鲁·杰克逊，31年8月母亲去世后休斯顿再度回到了家乡，后来在一条汽船上休斯顿还遇见了法国作家亚历西斯·托克维尔。1832他接受了杰克逊总统的派遣来到了德克萨斯。

## 德克萨斯

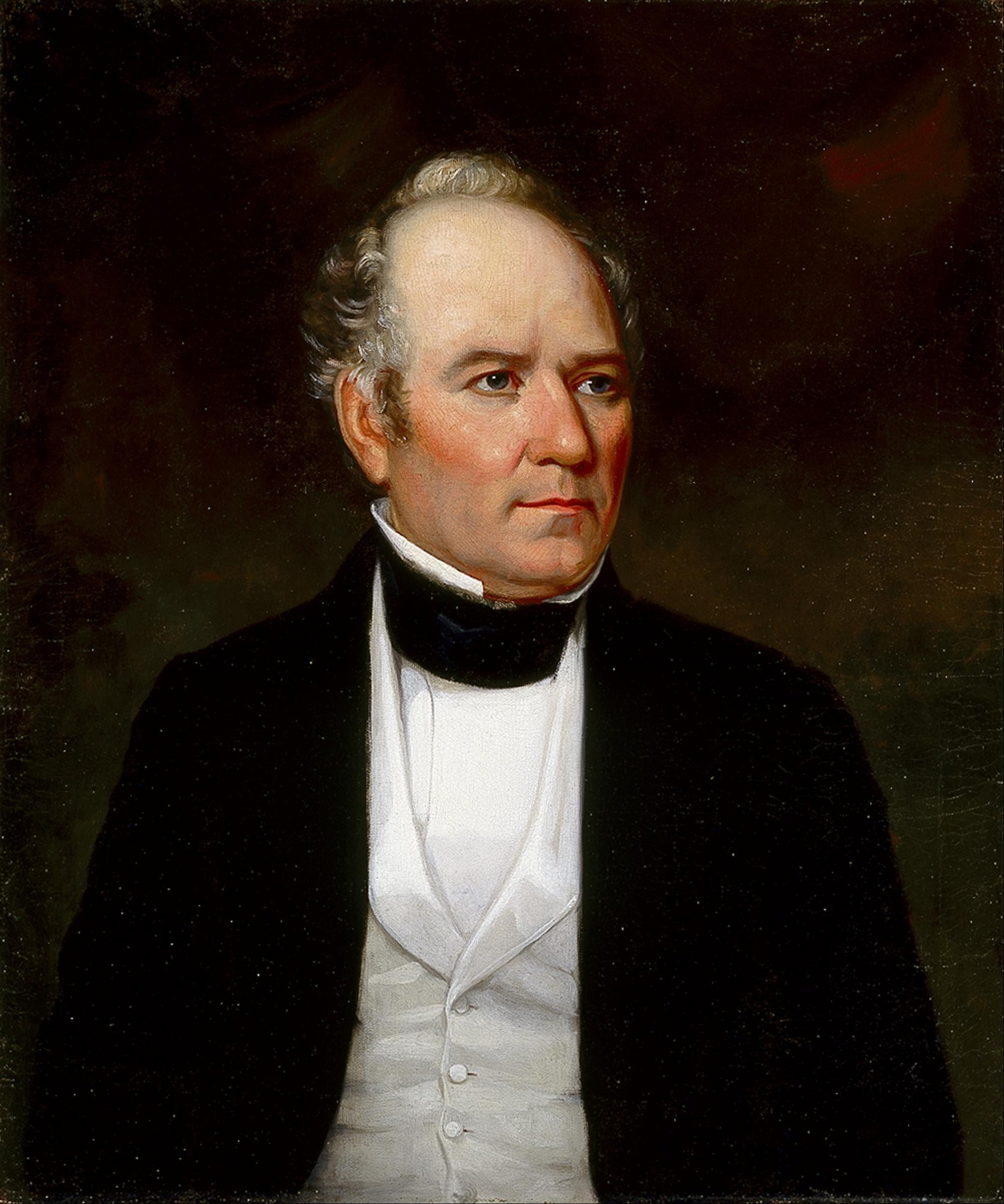
山姆·休斯顿

在德克萨斯，休斯顿先是代表纳科多奇斯（Nacogdoches）参与了1833年公约的修订，然后又开始积极参与德州的各项政治活动。休斯顿积极参加反对墨西哥的得克萨斯独立运动，1836年，得克萨斯宣布独立，休斯顿也当选为军队的指挥官。在经历了阿拉莫和戈利亚德的战役后，休斯顿逐渐控制了剩下的德克萨斯民兵。在圣哈辛托战役，休斯顿以少胜多，一举击败了墨西哥总统桑塔·安纳所率领的军队并俘虏了总统本人。这一仗的胜利使得得克萨斯的独立获得承认，9月休斯顿被选为德克薩斯共和国的首任总统。为了纪念他，1836年成立了休斯顿市并将其作为共和国的首都。38年第一届总统任期结束，41年时休斯顿又再度竞选并任职到1844年。
由于他支持并在德克萨斯实行奴隶制，美国国会反奴隶的議員們，拒绝接受德克萨斯加入美國。1845年，得克萨斯最后并入美国，1859年他成为州长。1861年，南北战争開始，德克萨斯很多人支持南方邦聯，但休斯顿始终反对德克萨斯加入南方。他由于拒绝宣誓支持美利堅聯盟國而被撤职，后退出政坛，1863年逝世。

## 紀念
美國陸軍位於德州聖安東尼奧的一處軍事基地－山姆·休士頓堡（Fort Sam Houston）即以山姆·休士頓為名。
座落於亨茨維爾的萨姆休斯顿州立大学（Sam Houston State University）也以他為校名。